# رحمان بهمنش
رحمان بهمنش (زادهٔ ۱۳۳۲ در مهاباد) نمایندهٔ حوزهٔ انتخابیهٔ مهاباد در دورهٔ ششم مجلس شورای اسلامی  ، دانش‌آموخته لیسانس علوم‌تربیتی بوده‌است.